# Strup (živalski)
Strup je oblika toksina ki ga uporabljajo živali zato da bi poškodovale druge živali. Strup vbrizgajo v žrtve s pomočjo ugriza, uboda z želom ali kakšnim rugim ostrim delom telesa.
Jakost različnih strupov varira ; za smrtonosne strupe je pogosto značilna medialna vrednost smrtnega odmerka, izražena v masnem deleži (npr miligram toksina na kilogram telesne teže) ki bo ubil navedeno živalsko vrsto (npr laboratorijsko miš) 
izkoriščenost strupa pri velikem številu živalskih vrst dokazuje konvergentost evolucije. Težko je sklepati kako je ta lastnost postala tako razširjena in raznolika. Multigene družine ki raziskujejo toksine strupenih živali se osredotočajo na ustvarjanje bolj raznolikih toksinov z različnimi funkijami. Strup se prilagaja okolji in žrtvam, ter se ustrezno razvije, da postane čim bolj učinkovit za plen plenilca. Posledično je strup postal specializiran živalski standardni ieti. Smrt ljudi zaradi živalskega strupa se je zmanjšalo v letu 2013 na 57,000 v primerjavi z letom 1990 kjer je bilo smrtnih žrtev med ljudmi 76,000. 

## Raznolikost

### Nevretenčarji
Med strupene nevretenčarje spadajo pajki ki uporabljajo čekane za injiciranje strupa in stonoge ki uporabljajo modificirane noge za vnos strupa; skupaj s škorpijoni pa so tudi žuželke ki za vbrizgavanje strupa uporabljajo želo. Pri žuželkah kot so čevele in ose je želo prilagojeno da ga lahko uporabljajo kot orožje ali pa za valjenje jajc.Pri osah vrste Polistes fuscatus samice konstanto spušccajo strup ki vsebuje seks feromone ter spodbujajo samce k parjenju. Pri osah vrste Polistes exclamans se strup uporablja kot alarmni feromon, za to da lahko koordinirajo napad iz gneza na željenega predatorja. Pri Dolichovespula arenaria pa opazovalke spušcajo strup skozi svoje želo, zato da jim lahko delavke sledijo v velikih kolonijah.Pri drugih vrstah os kot so Parischnogaster striatula pa je telo žuželke prevlečeno s strupom z namenom da bi postale imune na določene škodljive bolezni. 
Mnoge gosenice imajo zaščitne strupne žleze povezane s ščetinami na njihovem telesu, ki so lahko smrtonosne za človeka, čeprav pa moč strupa varira različno o vrste do vrste. 
Čebele sintetizirajo in uporabljajo kislinski strup (apitoxin), da zadajo bolečino tistemu ki ga zbodajo, z namenom a zašcitijo svoj panj in svoje zaloge hrane. Ose za razliko od čebel pa uporabljajo strup ki je kemično drugačen in čigar namen je da plen paralizira, z namenom da ga lahko dostavijo živega v sobane v katerih hranijo svoj naraščaj. Uporaba strupa je veliko bolj razširjena kot pa v teh primerih. Ostali insekti kot so hrošči in mravlje pravtako proizvajajo strup. Usaj za eno vrsto mravelj pa je bilo dokazano da uporabljajo strup kot sterilizacijski patogen. 
Obstaja veliko več strupenih nevretenčarjev, kot so hobotnice, polži in meduze. 

### Kače
Najbolj znani plazilci, ki uporabljajo strup, so kače. Za vbrizgavanje strupa uporabljajo strupnike. Kače strup proizvajajo v žlezah pod očmi in ga v svoje žrtve vbrizgajo preko okroglih oziroma kanalnih čekanov. Kačji strup vsebuje različne strupe in nevrotoksine, ki onesposobijo delovanje živčnega sistema. Kače uporabljajo svoj strup predvsem za lovljenje in ne za obrambo. Kačji strup lahko povzroči različne simptome, ki vključujejo bolečino, oteklino, nizek krvni pritisk,dihalne težave, odpoved ledvic, komo in tudi smrt. i. Sestava kačjega strupa je lahko različna med vrstami, glede na njihovo prehrano, ki je različna zaradi njihove lokacije prehranjevanja.
{v delu}

### Ostali plazilci
Poleg kač imajo strup tudi nekateri drugi luskarji, med njimi več vrst varanov, (med katerimi je najbolj znan Komodoški varan) ter Gila. Včasih so verjeli, da so okužbe zaradi varanjega ugriza posledice velikega števila bakterij v njihovi slini. Novejše raziskave so pokazale, da gre verjetno za strup (toksin), a bodo za končno rešitev potrebne dodatne raziskave.

### sesalci
Nekateri sesalci so prav tako strupeni. Med njimi so na primer samec kljunaša in rovka. Pri sesalcih je najbolj verjetno, da je strupena njihova slina, ki se je razvila podobno kot kačji strup. Obsežna raziskava, ki so jo izvedli na kljunaših je pokazala, da je bil njihov strup izoblikovan preko duplikacije gena, vendar podatki kažejo, da nadaljnja evolucija strupa kljunaša ni bila odvisna od duplikacije gena, kot so to sprva mislili. Modificirane znojne žleze so se razvile v strupne žleze. Čeprav je dokazano, da se je strup kljunaša in strup plazilcev razvil posamično, naknadno, mislijo da so se nekatere proteinske strukture že vzporedno razvile v strupe.
To dokazuje, da je strup homopatske narave in zakaj so ga razvile tako različne živali.

## zdravljenje zastrupitve
Zdravniki zdravijo žrtve zastrupitve s protistrupom, ki je izdelan tako, da nekatere živali, kot so konji, ovce, koze, zajce zastrupijo z majhno dozo strupa. Le te živali začnejo prizvajati protistrup, ki ga nato znanstveniki odvzamejo. Protitelesa so lahko odvzeta iz krvi živali in vbrizgana v žrtev zastrupitve. Takša oblika zdravljenja je lahko efektivno uporabljena na eni osebi samo nekajkrat. Lahko pa se zgodi, da taka oseba tudi že sama ustvari protitelesa in nevtralizira strup.